# Коропуж
Коропуж (укр. Коропуж) — село в Великолюбенской поселковой общине Львовского района Львовской области Украины.
Население по переписи 2001 года составляло 762 человека. Занимает площадь 15,1 км². Почтовый индекс — 81542. Телефонный код — 3231.